# In Treatment (album)
In Treatment è un album del 2011 contenente i brani utilizzati come sottofondi musicali nella serie televisiva In Treatment nelle prime due stagioni.

## Tracce
Tutte le tracce dell'album sono state composte da Richard Marvin, di seguito l'elenco completo delle tracce:
1. Walter - Week 4
2. Sophie (theme) - Week 2
3. Oliver - Week 1
4. Jake and Amy (theme) - Week 1
5. Laura - Week 3
6. Oliver - Week 2 (1)
7. Gina - Week 1
8. Gina - Week 6 (1)
9. Mia - Week 6
10. Laura - Week 5
11. April - Week 2
12. Gina - Week 3
13. Oliver - Week 4 (1)
14. Mia - Week 1
15. Oliver - Week 4 (2)
16. Gina - Week 6 (2)
17. Gina - Week 5
18. Paul Follows Laura - Week 9
19. Gina - Week 1
20. Oliver - Week 2 (2)